# Tim Haars

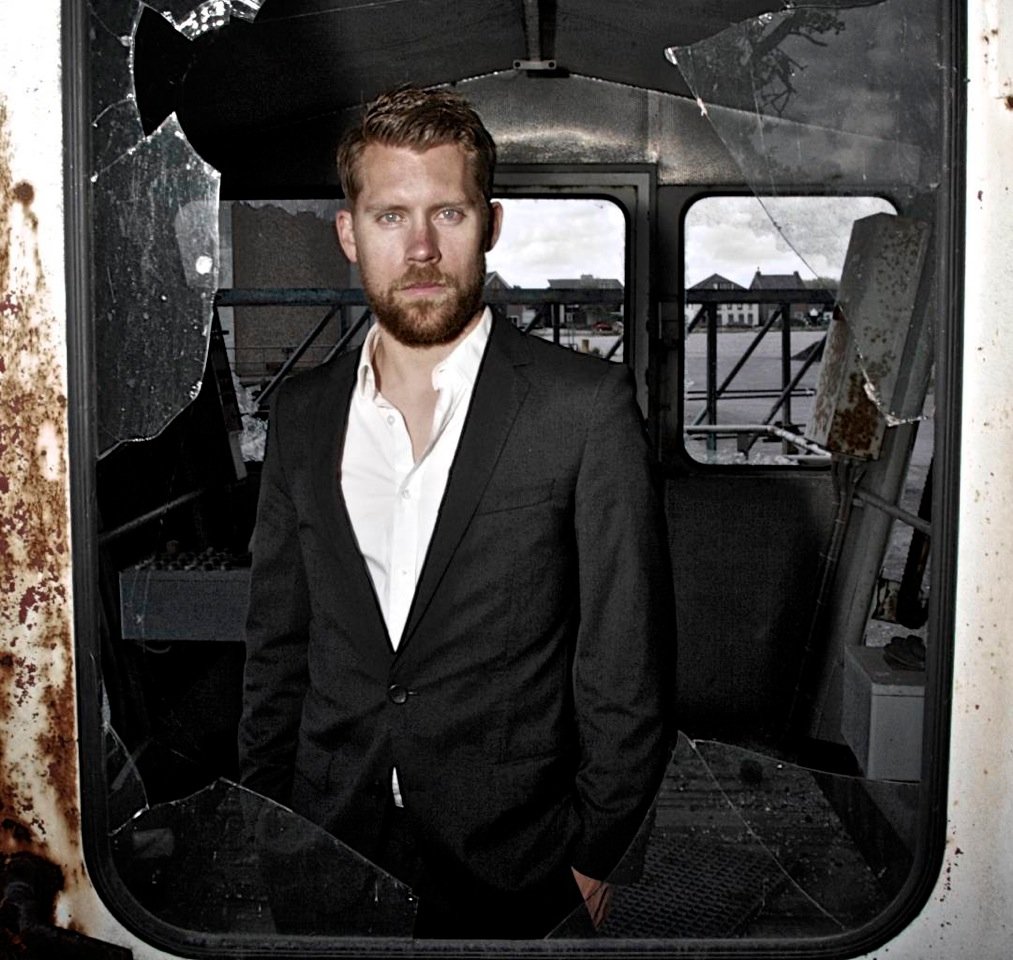
Tim Haars

Tim Haars (* 6. November 1981 in ’s-Hertogenbosch, Niederlande) ist ein niederländischer Schauspieler und Moderator. Er ist der jüngere Bruder von Steffen Haars, der ebenfalls Schauspieler ist.

## Karriere
Tim Haars wuchs in Maaskantje auf. Bekannt wurde Haars durch die Fernsehserie New Kids und die Kinofilme New Kids Turbo und New Kids Nitro. Er spielt die Rolle des Gerrie van Boven, eines frechen Draufgängers im 1990er-Jahre-Outfit.
In den Niederlanden ist Tim Haars zudem in verschiedenen Werbespots, Reality-Shows und Musikclips zu sehen.
Im Jahr 2024 sang Haars eine Zeile als seine Figur Gerrie van Boven von New Kids im Lied Europapa, Joost Kleins Beitrag zum Eurovision Song Contest 2024. Haars war auch Co-Autor des Liedes.

## Filmografie

### Als Schauspieler
- 2001: De Pulp Show (Fernsehserie)
- 2007: De Staat van Verwarring (Fernsehserie)
- 2007–2010: New Kids (Fernsehserie)
- 2010: Circus
- 2010: New Kids Turbo
- 2011: New Kids Nitro
- 2013: Van God Los (Fernsehserie)
- 2013: Bros Before Hos
- 2017: Ron Goossens, Low Budget Stuntman
- 2019: Undercover
- 2023 Ferry (Netflix-Serie)

### Als Moderator
- 2005–2006: 6pack
- 2007: Nachtzender NOX
- 2007: Blufgasten
- 2008: Nickelodeon Nederland
- 2009: Fight for your Ride
- 2010: Dier vermist
- 2010–2011: Stinkend, beroemd en dakloos
- 2011: Total Blackout

### Als Teilnehmer
- 2013: Wie is de Mol?
- 2014: Atlas
- 2015: Jan is de Beste